# قطعنامه ۱۳۰ شورای امنیت
AAAقطعنامه  ۱۳۰ شورای امنیت
قطعنامه  ۱۳۰ شورای امنیت سازمان ملل متحد که در تاریخ ۲۵ نوامبر ۱۹۵۸ تصویب شد، سندی بین‌المللی دربارهٔ دیوان بین‌المللی دادگستری است. این قطعنامه طی نشست ۸۴۰ام 
تصویب شد.